# Sem Witteveen
Sem Witteveen (Amsterdam, 15 mei 1996) is een Nederlands voetballer die als aanvaller speelt.

## Carrière
Witteveen heeft in de jeugdelftallen van diverse profclubs gespeeld, waarna hij zich in de zomer van 2015 aansloot bij de jeugd van het Groesbeekse Achilles '29. Hij maakte zijn debuut bij de eerste selectie op 11 december 2015, in de met 3-0 verloren uitwedstrijd tegen VVV-Venlo. Hij viel in de 76e minuut in voor Migiel Zeller. In 2016 keerde hij terug bij AFC, waar hij één seizoen in het eerste speelde en vervolgens in het tweede team ging spelen.

## Statistieken
| Seizoen                      | Club           | Land           | Competitie     | Competitie | Competitie | Beker | Beker | Totaal | Totaal |
| Seizoen                      | Club           | Land           | Competitie     | Wed.       | Dlp.       | Wed.  | Dlp.  | Wed.   | Dlp.   |
| ---------------------------- | -------------- | -------------- | -------------- | ---------- | ---------- | ----- | ----- | ------ | ------ |
| 2015/16                      | Achilles '29   | Nederland      | Eerste divisie | 1          | 0          | 0     | 0     | 1      | 0      |
| 2016/17                      | AFC            | Nederland      | Tweede divisie | 2          | 0          | 1     | 0     | 3      | 0      |
| Carrièretotaal               | Carrièretotaal | Carrièretotaal | Carrièretotaal | 3          | 0          | 1     | 0     | 4      | 0      |
| Bijgewerkt op 7 oktober 2017 |                |                |                |            |            |       |       |        |        |